# Isla Guiana
Isla Guiana (en inglés: Guiana Island) también conocida como Isla Guana (Guana Island) es una isla frente a la costa noreste de Antigua, entre la Península Parham y la isla de Crump. Forma la costa sur de la North Sound, y es la cuarta isla más grande del país caribeño de Antigua y Barbuda. 
La isla es propiedad de Allen Stanford, quien está siendo investigado por fraude por la Securities and Exchange Commission de EE. UU. El gobierno de Antigua está considerando aprovechar la tierra, junto con otros activos de Stanford.
Es un refugio para el Gamo común, el animal nacional de Antigua.